# Callophrys nordlandica
Callophrys nordlandica är en fjärilsart som beskrevs av Embrik Strand 1901. Callophrys nordlandica ingår i släktet Callophrys och familjen juvelvingar. Inga underarter finns listade i Catalogue of Life.